# Momoria menisica
Momoria menisica är en insektsart som beskrevs av Blocker 1979. Momoria menisica ingår i släktet Momoria och familjen dvärgstritar. Inga underarter finns listade i Catalogue of Life.